# Umberto Benigni
Umberto Benigni (Perugia, 30 marzo 1862 – Roma, 27 febbraio 1934) è stato un presbitero cattolico e storico della Chiesa italiano. Si distinse per l'organizzazione del Sodalitium Pianum, una rete di informazione antimodernista attiva durante il pontificato di papa Pio X.

## Biografia
Incaricato dell'insegnamento di storia della Chiesa dal 1885, un anno dopo la sua ordinazione, Umberto Benigni si dedicò anche al giornalismo, sebbene a livello locale, prima di divenire nel 1893 caporedattore del quotidiano nazionale cattolico L'Eco d'Italia, di Genova. Nel 1895 in conflitto con l'arcivescovo di Genova si trasferì a Roma, come assistente nella sezione di ricerca storica della Biblioteca Apostolica Vaticana. Nel 1900 incominciò la collaborazione al giornale La Voce della Verità, di cui divenne direttore nel 1901, lo stesso anno in cui fu nominato professore di storia della Chiesa al Pontificio seminario romano e al Pontificio Ateneo Sant'Apollinare.

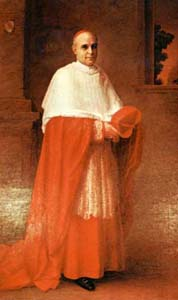
Il cardinale Rafael Merry del Val y Zulueta

Nel 1902, ottenne un incarico nella Curia romana, e nel 1906 fu promosso sottosegretario della Congregazione per gli Affari Ecclesiastici Straordinari, da cui deriva l'attuale Sezione dei Rapporti con gli Stati della Segreteria di Stato della Santa Sede, guidata dal cardinale segretario di Stato Rafael Merry del Val y Zulueta, sostituito l'11 marzo 1911 da Eugenio Pacelli, il futuro papa Pio XII.
Monsignor Benigni manifestò doti particolari per i suoi rapporti con la stampa. Nel 1907 iniziò la pubblicazione di un bollettino d'informazione quotidiana, La Corrispondenza di Roma, che dal 1909 al 1912 s'intitolò La Correspondance de Rome e nel 1913-1914 Cahiers de Rome. Questa attività gli procurò influenza sul contenuto di pubblicazioni in numerosi paesi.
Organizzò sfruttando questi contatti il Sodalitium Pianum, rete di informazione che indagava su teologi e docenti sospettati di modernismo; sospetti venivano in seguito denunciati al Sant'Uffizio. Alcuni attribuirono a Benigni anche una qualche influenza nella stesura dell'enciclica anti-modernista Pascendi Dominici gregis di Pio X, ma tale ipotesi è considerata priva di fondamento dallo storico Pietro Scoppola.
La sua influenza declinò sotto il pontificato di papa Benedetto XV, che gli revocò la protezione concessagli dal suo predecessore. Monsignor Benigni si avvicinò allora al fascismo (nel 1923 fondò l'Intesa Romana di Difesa Sociale), che considerava un alleato in chiave antimodernista e antiliberale. Sciolto il Sodalitium, Benigni passò all'OVRA, la polizia segreta fascista, cui fornì una delle più efficienti catene spionistiche. Fu anche avversario della massoneria, che pensò di combattere con l'arma del segreto (tratto caratteristico anche di molte tradizioni massoniche) per scoprirne i piani, prevenirli e controllarli.
La maggior parte degli attuali storici della Chiesa esprime un giudizio negativo sulla sua attività. Pur riconoscendogli doti d'intelligenza e d'organizzazione, ne critica l'antisemitismo, la freddezza del carattere e il costume di spiare gli avversari all'interno della Chiesa. Gli storici sono divisi nel valutare in quale misura Pio X fosse al corrente della sua attività.
Dal 1906 al 1933 pubblicò una Storia sociale della Chiesa in cinque volumi, che va da Gesù Cristo al Medioevo, ma morì prima di completarla; Scoppola la definisce come un'opera "di scarso valore critico". Avallò la tesi antisemita dell'omicidio rituale ebraico nello scritto Meurtre rituel chez les Juifs edito a Belgrado, 1926-1929 e tradotto in varie lingue.
Morì a Roma nel 1934. Dopo la sua morte, la sua segretaria prese in mano la sua rete spionistica, che continuò a funzionare fino alla caduta del fascismo istituzionale nel 1943. I suoi scritti e gli altri documenti che possedeva alla sua morte sono raccolti in un fondo consultabile dell'Archivio apostolico vaticano.

## Opere
- Meurtre rituel chez les juifs, Belgrade, 1926-1929.
- Storia sociale della Chiesa, Antonio Vallardi Editore, Milano 1906-33.
  - Volume I: La preparazione dagli inizi a Costantino (1906);
  - Volume II (Tomi I e II): Da Costantino alla caduta dell'Impero Romano (1912 e 1915);
  - Volume III: La Crisi della società antica (Dalla caduta alla rinascita dell'Impero Romano) (1922);
  - Volume IV (Tomi I e II): L'apogeo (1922 e 1930);
  - Volume V: La crisi medievale (1933).